# Cotai
Cotai (kinesiska: 路氹填海区, portugisiska: Zona de Aterro Cotai, kinesiska: 路氹城, 路氹新填海区) är en polder, ett konstgjort landområde, i Macao (Kina). Cotai binder ihop öarna Taipa och Coloane.